# Алињан ди Ван
Алињан ди Ван (фр. Alignan-du-Vent) је насеље и општина у јужној Француској у региону Лангдок-Русијон, у департману Еро која припада префектури Безје.
По подацима из 2011. године у општини је живело 1.593 становника, а густина насељености је износила 92,08 становника/km². Општина се простире на површини од 17,3 km². Налази се на средњој надморској висини од 105 метара (максималној 120 m, а минималној 32 m).

## Демографија
| 1962. | 1968. | 1975. | 1982. | 1990. | 1999. | 2011. |
| ----- | ----- | ----- | ----- | ----- | ----- | ----- |
| 994   | 1.039 | 912   | 1.022 | 1.110 | 1.134 | 1.593 |

График промене броја становника у току последњих година